# Hrobice (ort i Tjeckien, Pardubice)
Hrobice är en ort i Tjeckien.   Den ligger i regionen Pardubice, i den centrala delen av landet, 100 km öster om huvudstaden Prag. Hrobice ligger 224 meter över havet och antalet invånare är 185.
Terrängen runt Hrobice är platt.Runt Hrobice är det ganska tätbefolkat, med 172 invånare per kvadratkilometer. Närmaste större samhälle är Hradec Králové, 12,2 km norr om Hrobice. Trakten runt Hrobice består till största delen av jordbruksmark.